# F. B. Stearns Company

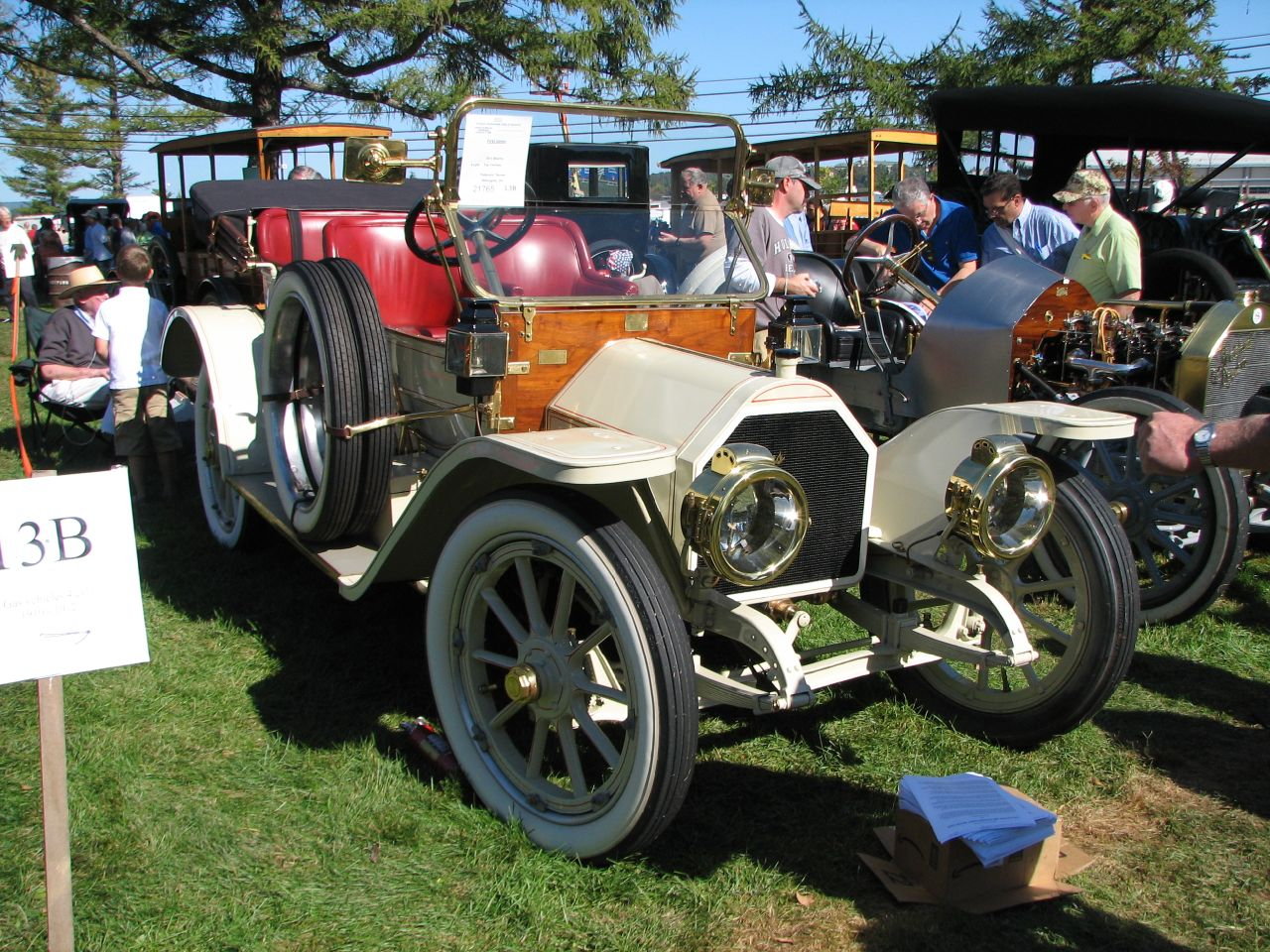
Stearns von 1911

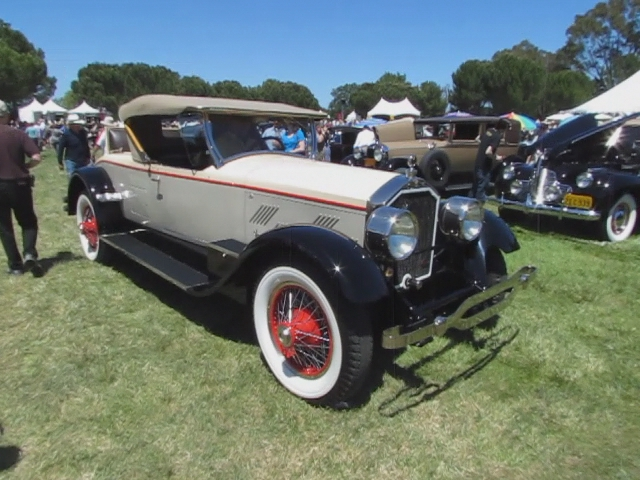
Stearns-Knight von 1928

F. B. Stearns Company, vorher F. B. Stearns & Company, war ein Hersteller von Automobilen aus den USA.

## Beschreibung
Der Sitz des Unternehmens war in Cleveland in Ohio. Der Markenname lautete bis 1911 Stearns und ab 1912 Stearns-Knight.
Frank Ballou Stearns war ein Automobilpionier, der sein erstes Auto als Student 1896 baute und sein erstes Serienmodell 1898 in seiner Fabrik in Cleveland herstellte. Dies war ein benzingetriebener Buggy mit Einzylindermotor (liegend, Unterflur), Drahtspeichenrädern, Planetengetriebe und Kettenantrieb. 1901 gab es schon einen Einzylindermotor mit 4083 cm³ Hubraum. 1902 bot Stearns verschiedene Modelle an, darunter auch einen Tourenwagen. Dieser hatte einen vorne eingebauten, wassergekühlten 2-Zylinder-Boxermotor mit 24 bhp (17,9 kW), einen Tonneau-Aufbau und ein Dreiganggetriebe. Bemerkenswert ist, dass alle Bedienelemente an der Lenksäule angebracht waren. Der Wagen mit stabilem Holzrahmen wog 1270 kg, bot Platz für 6 Personen und kostete US$ 3000,–.
1904 bot Stearns einen sehr europäisch anmutenden Wagen mit Vierzylindermotor (36 bhp / 26,5 kW), einem Radstand von 2819 mm und einem Vierganggetriebe, aber einer eher amerikanischen Batteriezündung, anstatt der in Europa üblichen Magnetzündung, an. Dies änderte sich 1905, als mit dem 32/40 hp die Magnetzündung Standard wurde und der Radstand auf 2997 mm wuchs.
1906 führte Stearns einen 40/45 hp-Vierzylinder mit Aluminiumblechen am Tonneau-Aufbau, Windschutzscheibe und nicht weniger als 17 (!) Lackschichten zum Preis von US$ 5200,– ein.
Im vermutlich schnellsten Rallyewagen seiner Zeit, einem Stearns Six (ein 45/90 hp mit 12.913 cm³ Hubraum) gewann Barney Oldfield das Bergrennen am Mount Wilson. 1910 gewannen Al Poole und Cyrus Patschke ein 24-Stunden-Rennen in Brighton Beach, wobei sie 2016 km mit einer Durchschnittsgeschwindigkeit von 84 km/h zurücklegten.
Bald aber wandte sich Stearns von den Hochleistungswagen ab. Ab 1911 baute die Firma Schiebermotoren in ihre Fahrzeuge ein und verkaufte sie unter dem Namen Stearns-Knight. 1914 hatte man einen Vierzylinder mit 5,1 Litern Hubraum und einen Sechszylinder mit 6,8 Litern Hubraum, elektrische Beleuchtung und einen elektrischen Anlasser. 1917 führte man als einer der ersten Hersteller einen V8-Motor ein.
Stearns zog sich 1919 aus dem Geschäft zurück und verkaufte 1925 seine Firma an John North Willys. Willys führte die Gesellschaft als nicht integrierte Tochter von Willys-Overland, bis sie 1929 liquidiert wurde.